# フィンランド地質学会
フィンランド地質学会（フィンランドちしつがっかい、フィンランド語: Suomen Geologinen Seura、略称: SGS）は、1886年に創立された、フィンランド最大の地質学会である。2007年現在の会長は Kirsti Loukola-Ruskeeniemi である。

## 出版物
1949年から Seuran jäsenlehti Geologi を発刊している。

## 表彰
1963年から地質学者ペンティ・エーリス・エスコラを記念する賞、エスコラ・メダルを創設した。